# Muršili I.
Muršili I., včasih tudi Mursili,  je bil hetitski kralj, ki je vladal okoli  1556–1526 pr. n. št. (kratka kronologija) ali okoli   1620-1590 pr. n. št. (srednja kronologija). 
Zelo verjetno je bil vnuk svojega predhodnika Hatušilija I.. Njegova sestra je bila Harapšili, njegova žena pa kraljica Kali.
Ob prihodu na prestol je bil še mladoleten, ko je odrasel pa je obnovil vojno svojega predhodnika Hatušilija I. v severni Siriji. Osvojil je kraljestvo Jamhad in njegovo prestolnico Alep, katere Hatušiliju ni uspelo osvojiti. Od tam se je z vojsko odpravil na neverjeten, 2000 km dolg pohod proti jugu in izropal Babilon.  Motivi za napad so še vedno nejasni. William Broad predpostavlja, da je bil vzrok za napad pomanjkanje žita, ker so oblaki prahu po izbruhu Tere zmanjšali hetitski pridelek. Hetitski pohod na Babilon je pomenil konec Hamurabijeve Amoritske dinastije, ne pa tudi vzpostavitve hetitske oblasti. Oblast v Babiloniji so po njegovem umiku prevzeli Kasiti.
Muršilija so po vrnitvi domov ubili v zaroti, ki sta jo vodila njegov svak in naslednik Hantili I.  in Hantilijev zet Zidanta I.. Po njegovi smrti se je začelo obdobje socialnih nemirov in razpada centralne oblasti, kateremu je sledila izguba osvojenega ozemlja v Siriji.